# بالاديوم (العصر الكلاسيكي)

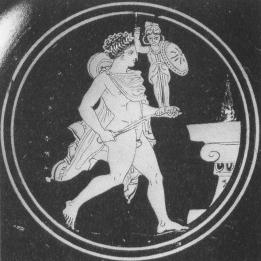

في الأساطير الإغريقية والرومانية، البالاديوم أو البالاديون وثن قديم جدًّا، يُعتَقد أن أمان طروادة ثمّ روما كان يعتمد عليه، وهو تمثال خشبي لبالاس أثينا الذي سرقه أوديسيوس وديوميدس من قلعة طروادة ثُمّ نقله أينياس إلى روما. يشير فيرجيل إلى القصة الرومانية في إنيادته وأعمال أخرى له. كان لروما صنم تعتبره البالاديوم الحقيقي قرونًا عديدة، وكان تحت رعاية عذارى فستال كل الوقت تقريبًا.
في الإنجليزية، استعملت كلمة بالاديوم منذ نحو عام 1600 استعمالًا مجازيًّا لتدلّ على أي شيء يُعتَقد أنه يقدّم الحماية أو الأمان، ولا سيما في السياقات المسيحية إذ استُعمل ليدل على التماثيل المقدسة والأيقونات التي يُعتقد أن لها دورًا في حماية المدينة أو الناس أو الأمّة في سياقات الحرب. أصبحت هذه المعتقدات سائدة في الكنيسة الشرقية في الفترة التي تلت حكم الإمبراطور البيزنطي جستينيان الأول، ثم انتشرت بعد ذلك وبلغت الكنيسة الغربية. كانت البالاديومات تعلّق على جدران المدن المحاصرة وأحيانًا تُحمل إلى المعركة نفسها.

## بالاديوم طروادة

### الأصول
قيل إن بالاديوم طروادة كان تمثالًا لبالاس (التي كان الإغريقيون يجعلونها هي وأثينا واحدًا، والرومان يجعلونها هي ومينيرفا واحدًا) وإنه سقط من السماء استجابةً لدعاء إيلوس، مؤسس طراودة.
يقول رك وستيبلز إن «أقدم الأصنام التعويذية الأثينية، هي هذه الأشياء السحرية، وهي أعمدة الأرض التي لا وجه لها، قبل أن تشبّه الإلهة بالإنسان وتعطى شكلًا من خلال تدخّل القوة الفكرية الإنسانية».

### وصوله إلى طروادة
لطالما أشار الإغريقيون إلى وصول البالاديوم إلى طروادة بعد القرن السابع قبل الميلاد، بعد أن زيّنته أثينا حزنًا على قتل بالاس، وهذا جزء من أسطورة تأسيس المدينة. ارتبط البالاديوم بأسرار ساموثراس من خلال شخصية إليكترا قبل الأولمبية، وهي أم داردانوس، وسلف السلالة الحاكمة الطروادية، وسلف إياسون، الذي أنشأ أسرار ساموثراس. واختلفت روايات الإغريق بين مجيء إليكترا إلى مزار أثينا للبالاديوم من أجل أن تطلب الولد فألقاه إلهٌ إلى أرض طروادة لأنه قد تنجّس بأيدي امرأة غير عذراء، وبين حمل إليكترا نفسها له، وبين أن الإله أعطاه لداردانوس مباشرة. في إيليون، أصيب الملك إيلوس بالعمى لأنه لمس الصنم من أجل أن يحميه من معبد يحترق.

### السرقة
في أثناء حرب طروادة، يُقال إن هيلينوس بن بريام كشف للإغريقيين أهمية البالاديوم. بعد موت باريس، ترك هيلينوس المدينة ولكن أوديسيوس اعتقله. استطاع الإغريقيون بطريقة ما أن يقنعوا المحارب العرّاف بأن يكشف لهم ضعف طروادة. وعرف الإغريقيون من هيلينوس أن طروادة لن تسقط ما دام البالاديوم، وهو تمثال أثينا أو صورتها، داخل أسوارها. وقعت مهمة سرقة هذا التمثال الصعبة على عاتقي أوديسيوس وديوميدس. شقّ الإغريقيان ديوميدس وأوديسيوس طريقهما إلى قلعة طروادة من مدخل سرّي، وسرقا التمثال، لأن طروادة لن تسقط ما دام التمثال يحميها. هكذا استطاع الإغريقيون دخول طروادة وتدميرها باستعمال خدعة حصان طروادة.
ذهب أوديسيوس حسب ما روي في الإلياذة الصغيرة (إحدى كتب الدائرة الملحمية) إلى طروادة ليلًا ودخلها مدّعيًا أنه متسول. وفي طروادة عرفته هيلين، وأخبرته بمكان البالاديوم. بعد قتل بعض الطرواديين، عاد إلى قاربه. ثم دخل المدينة مرة أخرى مع ديوميدس وسرق البالاديوم.
يُعتقد أحيانًا أن ديوميدس هو الذي حمل البالاديوم ونقله إلى القارب. مع البالاديوم تماثيل كثيرة له ورسومات قديمة.
حسب روايات جامع الأساطير كانون الذي عاش في فترة حكم أغسطس، التي لخّصها فوتيوس، فإن البطلين في طريقهما إلى القارب، حاول أوديسيوس قتل ديوميدس من أجل أن يحصل على البالاديوم أو ينسب حيازتها لنفسه. استل أوديسيوس سيفه ليطعن ديوميدس في ظهره. انتبه ديوميدس إلى السيف حين رأى لمعته في ضوء القمر. فعزل أوديسيوس من سلاحه، وربط يديه، وساقه أمامه وهو يضرب ظهره بسطح سيفه. ويُقال إنه من هذه القصة جاء المثل الإغريقي «ضرورة ديوميدس» الذي يقال لمن يفعل شيئًا مكرهًا. امتنع ديوميدس عن معاقبة أوديسيوس لأن وجوده كان أساسيًّا لتدمير طروادة.
أخذ ديوميدس البالاديوم معه حين غادر طروادة. وتروي بعض القصص أنه أخذه إلى إيطاليا. وتروي قصص أخرى أنه سُرق منه وهو في الطريق.